# زاوية سيدي بوتفاحة

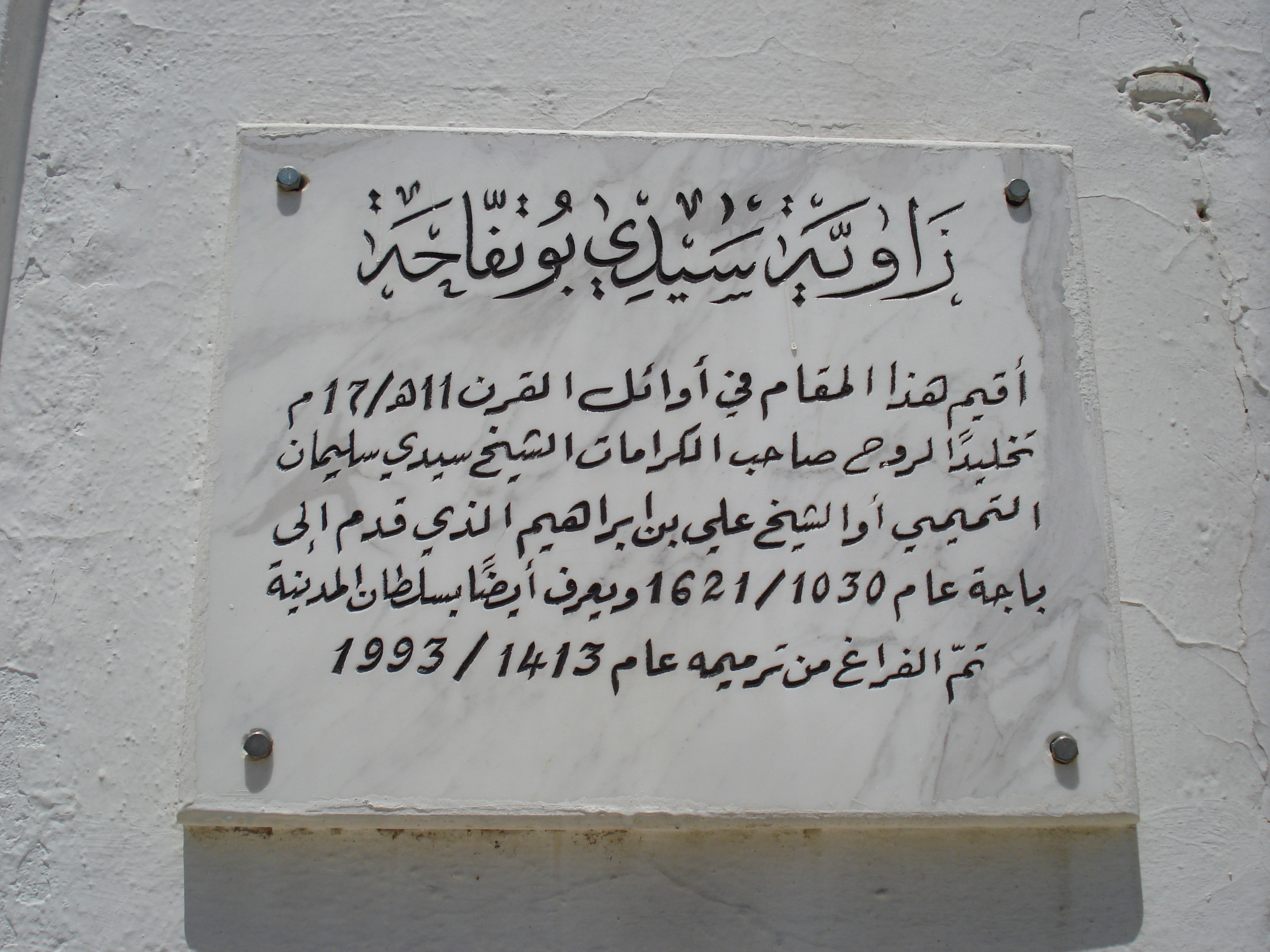
لافتة زاوية سيدي بوتفاحة بباجة (تونس)

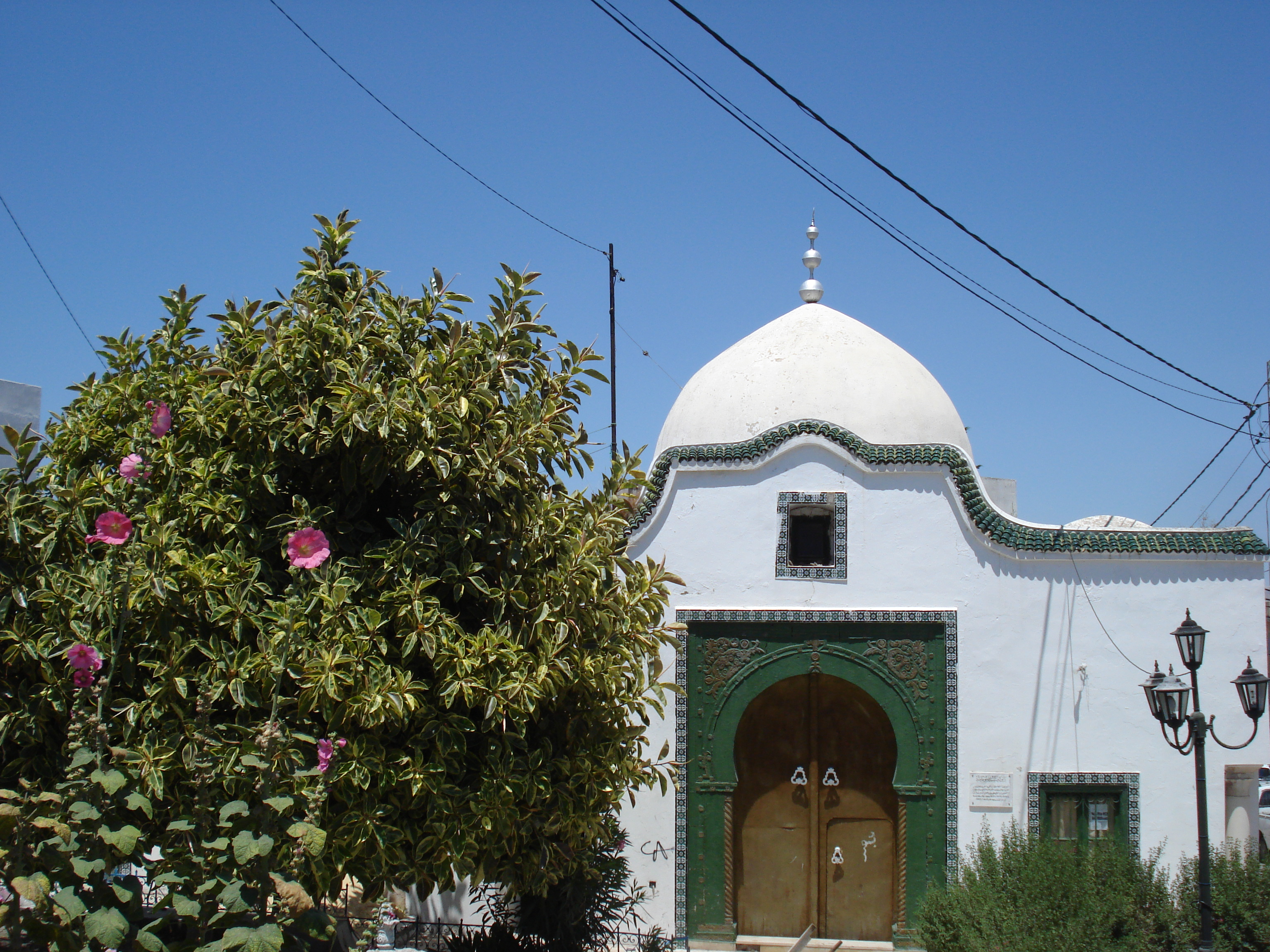
زاوية سيدي بوتفاحة بباجة (تونس)

زاوية سيدي بُوتُفّاحَة زاوية بُنيت في مدينة باجة (تونس) في أوائل القرن الحادي عشر الهجري (القرن السابع عشر الميلادي)، عام 1737 م، للشيخ الصالح الولي سيدي بوتفاحة أو علي بن سليمان التميمي الذي قَدِمَ إلى مدينة باجة عام 1030 هـ الموافق لعام 1621 م، وهو في سن العاشرة. رممت الزاوية عام 1993 وأعيد ترميمها عام 2002. وهي تضم حالياً مقر جمعية صيانة المدينة بباجة.

### وصلات خارجية
- (بالفرنسية) باجة: زاوية سيدي بوتفاحة على موقع صحيفة لابراس التونسية.